# Llista de topònims de Botarell
Llista de topònims (noms propis de lloc) del municipi de Botarell, al Baix Camp
Informació actualitzada per un bot. Els canvis manuals es perdran quan s'actualitzi!

## antic assentament
| imatge | Nom                    | Ubicat a | instància de      | Detalls | coordenades                                          | Protecció | Commons (més fotos) | Dades a WD                    |
| ------ | ---------------------- | -------- | ----------------- | ------- | ---------------------------------------------------- | --------- | ------------------- | ----------------------------- |
|        | els Domenys            | Botarell | antic assentament |         | 41° 10′ 05″ N, 1° 00′ 23″ E / 41.168188°N,1.006395°E |           |                     | Modifica les dades a Wikidata |
|        | la Quadra dels Tascals | Botarell | antic assentament |         | 41° 09′ 16″ N, 0° 59′ 51″ E / 41.15448°N,0.997638°E  |           |                     | Modifica les dades a Wikidata |

## curs d'aigua
| imatge | Nom                | Ubicat a                                                                | instància de | Detalls                     | coordenades | Protecció | Commons (més fotos) | Dades a WD                    |
| ------ | ------------------ | ----------------------------------------------------------------------- | ------------ | --------------------------- | --- | --------- | ------------------- | ----------------------------- |
|        | riera d'Alforja    | Alforja les Borges del Camp Botarell Riudoms Montbrió del Camp Cambrils | curs d'aigua | Desemboca: mar Mediterrània | 41° 13′ 15″ N, 0° 55′ 59″ E / 41.220903°N,0.933171°E 41° 03′ 48″ N, 1° 03′ 18″ E / 41.06339°N,1.055061111111111°E |           | Riera d'Alforja     | Modifica les dades a Wikidata |
|        | riera de Riudecols | Riudecols Botarell Montbrió del Camp                                    | curs d'aigua |                             | 41° 07′ 29″ N, 1° 00′ 06″ E / 41.124722222222°N,1.0016666666667°E                                                 |           |                     | Modifica les dades a Wikidata |

## entitat singular de població
| imatge | Nom        | Ubicat a | instància de                                   | Detalls  | coordenades                                                      | Protecció | Commons (més fotos) | Dades a WD                    |
| ------ | ---------- | -------- | ---------------------------------------------- | -------- | ---------------------------------------------------------------- | --------- | ------------------- | ----------------------------- |
|        | Botarell   | Botarell | entitat singular de població capital municipal | 1139 hab | 41° 08′ 11″ N, 0° 59′ 21″ E / 41.13627°N,0.98919°E 195 msnm      |           |                     | Modifica les dades a Wikidata |
|        | les Costes | Botarell | entitat singular de població                   | 31 hab   | 41° 10′ 07″ N, 1° 00′ 21″ E / 41.1685325°N,1.00594593°E 255 msnm |           |                     | Modifica les dades a Wikidata |

## granja
| imatge | Nom                          | Ubicat a | instància de | Detalls | coordenades                                                          | Protecció | Commons (més fotos) | Dades a WD                    |
| ------ | ---------------------------- | -------- | ------------ | ------- | -------------------------------------------------------------------- | --------- | ------------------- | ----------------------------- |
|        | Granges del Josep Roca       | Botarell | granja       |         | 41° 08′ 30″ N, 0° 59′ 42″ E / 41.1416014862831°N,0.994902928540253°E |           |                     | Modifica les dades a Wikidata |
|        | Granges del Llaberia         | Botarell | granja       |         | 41° 08′ 16″ N, 0° 59′ 48″ E / 41.137858870815°N,0.996708777734774°E  |           |                     | Modifica les dades a Wikidata |
|        | Granges dels Germans Parés   | Botarell | granja       |         | 41° 08′ 34″ N, 0° 59′ 51″ E / 41.1428454444555°N,0.997545935996562°E |           |                     | Modifica les dades a Wikidata |
|        | Granja Masó                  | Botarell | granja       |         | 41° 08′ 50″ N, 0° 59′ 53″ E / 41.1472571926636°N,0.997959803237181°E |           |                     | Modifica les dades a Wikidata |
|        | Granja de la Comarcal        | Botarell | granja       |         | 41° 08′ 25″ N, 0° 59′ 57″ E / 41.1401896073252°N,0.999175657963748°E |           |                     | Modifica les dades a Wikidata |
|        | Granja de la Paquita Sanxo   | Botarell | granja       |         | 41° 08′ 13″ N, 0° 59′ 36″ E / 41.1369717590146°N,0.993352175729778°E |           |                     | Modifica les dades a Wikidata |
|        | Granja del Josep Anguera     | Botarell | granja       |         | 41° 08′ 06″ N, 0° 59′ 36″ E / 41.1350638535937°N,0.993446082464523°E |           |                     | Modifica les dades a Wikidata |
|        | Granja dels Germans Llaberia | Botarell | granja       |         | 41° 08′ 25″ N, 0° 59′ 45″ E / 41.1402775283731°N,0.995944101867209°E |           |                     | Modifica les dades a Wikidata |

## masia
| imatge | Nom                 | Ubicat a | instància de | Detalls                                                              | coordenades                                                          | Protecció                                  | Commons (més fotos)        | Dades a WD                    |
| ------ | ------------------- | -------- | ------------ | -------------------------------------------------------------------- | -------------------------------------------------------------------- | ------------------------------------------ | -------------------------- | ----------------------------- |
|        | Mas d'en Domènec    | Botarell | masia        |                                                                      | 41° 08′ 14″ N, 1° 01′ 22″ E / 41.13721389°N,1.02288611°E             |                                            |                            | Modifica les dades a Wikidata |
|        | Mas d'en Duran      | Botarell | masia        | Estil: arquitectura popular                                          | 41° 09′ 16″ N, 0° 59′ 51″ E / 41.1545°N,0.997638°E                   | bé cultural d'interès local                | Mas d'en Duran             | Modifica les dades a Wikidata |
|        | Mas d'en Giol       | Botarell | masia        | Estil: arquitectura popular                                          | 41° 09′ 34″ N, 1° 00′ 55″ E / 41.1595°N,1.0152°E                     | bé cultural d'interès local                | Mas d'en Giol (Botarell)   | Modifica les dades a Wikidata |
|        | Mas d'en Perdiu     | Botarell | masia        | Arquitecte: Joan Rubió i Bellver Estil: arquitectura modernista 1910 | 41° 09′ 38″ N, 0° 59′ 48″ E / 41.160469°N,0.996796°E                 | bé cultural d'interès local                | Mas d'en Perdiu            | Modifica les dades a Wikidata |
|        | Mas d'en Rabassa    | Botarell | masia        |                                                                      | 41° 08′ 29″ N, 1° 00′ 04″ E / 41.1413867108791°N,1.00120053928588°E  |                                            |                            | Modifica les dades a Wikidata |
|        | Mas d'en Vernis     | Botarell | masia        | Estil: arquitectura popular                                          | 41° 10′ 00″ N, 1° 00′ 17″ E / 41.1667°N,1.00461°E                    | bé cultural d'interès local                | Mas d'en Vernis (Botarell) | Modifica les dades a Wikidata |
|        | Mas del Cases       | Botarell | masia        |                                                                      | 41° 08′ 24″ N, 0° 59′ 38″ E / 41.1401049589412°N,0.993792802847875°E |                                            |                            | Modifica les dades a Wikidata |
|        | Mas del Coix        | Botarell | masia        |                                                                      | 41° 08′ 51″ N, 1° 00′ 55″ E / 41.1476126278283°N,1.0153702322785°E   |                                            |                            | Modifica les dades a Wikidata |
|        | Mas del Gerro       | Botarell | masia        | Estil: arquitectura modernista arquitectura popular 1915             | 41° 07′ 51″ N, 0° 59′ 29″ E / 41.13075°N,0.991434°E carrer del Mas   | bé integrant del patrimoni cultural català | Mas del Gerro              | Modifica les dades a Wikidata |
|        | Xalet del Maristany | Botarell | masia        |                                                                      | 41° 08′ 13″ N, 0° 59′ 06″ E / 41.1368362498556°N,0.985076031480272°E |                                            |                            | Modifica les dades a Wikidata |
|        | els Revellars       | Botarell | masia        |                                                                      | 41° 08′ 56″ N, 1° 00′ 53″ E / 41.149018863331°N,1.0147362437586°E    |                                            |                            | Modifica les dades a Wikidata |

## Misc
| imatge | Nom                           | Ubicat a           | instància de      | Detalls                     | coordenades                                                            | Protecció                                  | Commons (més fotos)         | Dades a WD                    |
| ------ | ----------------------------- | ------------------ | ----------------- | --------------------------- | ---------------------------------------------------------------------- | ------------------------------------------ | --------------------------- | ----------------------------- |
|        | Castell i Torre de Botarell   | Botarell           | torre de defensa  | Estil: arquitectura popular | 41° 08′ 15″ N, 0° 59′ 16″ E / 41.1374°N,0.987846°E                     | bé integrant del patrimoni cultural català | Castell i torre de Botarell | Modifica les dades a Wikidata |
|        | Centre històric de Botarell   | Botarell           | edifici           | Estil: arquitectura popular | 41° 08′ 11″ N, 0° 59′ 21″ E / 41.136349°N,0.989229°E                   | bé cultural d'interès local                |                             | Modifica les dades a Wikidata |
|        | Sant Llorenç de Botarell      | Botarell           | església          | Estil: barroc               | 41° 08′ 10″ N, 0° 59′ 23″ E / 41.136243°N,0.989756°E                   | bé cultural d'interès local                | Sant Llorenç de Botarell    | Modifica les dades a Wikidata |
|        | carrer del Mas                | Botarell           | carrer            |                             | 41° 07′ 52″ N, 0° 59′ 35″ E / 41.13113888888889°N,0.9930555555555556°E |                                            |                             | Modifica les dades a Wikidata |
|        | casa consistorial de Botarell | Botarell           | casa consistorial |                             | 41° 08′ 10″ N, 0° 59′ 21″ E / 41.1361588°N,0.9890671°E                 |                                            | Town hall of Botarell       | Modifica les dades a Wikidata |
|        | corral del Ricard Pagès       | Botarell           | cabana            |                             | 41° 08′ 29″ N, 0° 59′ 48″ E / 41.1412536429939°N,0.996653098449758°E   |                                            |                             | Modifica les dades a Wikidata |
|        | el Mas d'en Gerro             | Botarell           | nucli de població |                             | 41° 08′ 00″ N, 0° 59′ 28″ E / 41.1332921939127°N,0.991022095572357°E   |                                            |                             | Modifica les dades a Wikidata |
|        | la Bruguera                   | Riudecols Botarell | muntanya          |                             | 41° 10′ 41″ N, 0° 59′ 43″ E / 41.178125°N,0.99534444°E 478.3 msnm      |                                            |                             | Modifica les dades a Wikidata |
|        | pedrera Áridos y Minerales    | Botarell           | pedrera           |                             | 41° 09′ 41″ N, 1° 00′ 55″ E / 41.1615114121078°N,1.01540373943284°E    |                                            |                             | Modifica les dades a Wikidata |